# 2014年の野球
2014年の野球（2014ねんのやきゅう）では、2014年の野球界における動向をまとめる。
2013年の野球 - 2014年の野球 - 2015年の野球

## できごと

### 1月
- 1月2日 - 【KBO】起亜タイガースが前NPB読売ジャイアンツのデニス・ホールトンとの契約を発表[1]
- 1月14日 - 【独立】日本女子プロ野球のイースト・アストライアは前NPB読売ジャイアンツの辻内崇伸のコーチへの就任を発表[2]
- 1月17日 - 【アマチュア野球】野球殿堂博物館が平成26年度の野球殿堂特別表彰者として早稲田大学野球部で監督、マネージャーなどを務めた相田暢一を選出したことを発表[3][4][5]。
- 1月20日 - 【学生】日本学生野球協会は元プロ野球選手208人に対し、アマチュア指導資格の回復を認定[6]
- 1月24日 - 【高校】第86回選抜高等学校野球大会の選考委員会が開かれ、出場32校が決定。最多出場は龍谷大平安（京都府）の38回。初出場は6校で、東京都の都立小山台が都立の高校としては史上初の選抜出場となった[7]

### 2月
- 2月13日 - 【独立】ベースボール・チャレンジ・リーグの群馬ダイヤモンドペガサスが前NPB、横浜DeNAベイスターズのアレックス・ラミレスの入団を発表[8]
- 2月14日 - 【独立】四国アイランドリーグplusの高知ファイティングドッグスは元NPBの萩原淳の投手コーチ就任を発表[9]

### 3月
- 3月6日 - 【独立】BCリーグの富山サンダーバーズは前NPB、DeNAの安斉雄虎の入団を発表[10]
- 3月21日 - 【高校】第86回選抜高等学校野球大会の開会式が阪神甲子園球場で行われた[11]
- 3月29日 - 【高校】選抜高校野球大会（甲子園）の2回戦、広島県の新庄と群馬県の桐生第一の試合は延長15回1対1の引き分けに終わり、規定により2008年（第80回）以来6年ぶりの再試合となった[12]
- 3月30日 - 【高校】選抜高校野球大会（甲子園）で前日延長15回引き分けに終わった新庄と桐生第一の再試合が行われ、4対0で桐生第一が勝利した[13]

### 4月
- 4月2日 - 【高校】選抜高校野球大会（甲子園）の決勝戦が行われ、京都府の龍谷大平安が大阪府の履正社に6対2で勝利し、大会初優勝[14]
- 4月10日 - 【KBO】 起亜タイガースはネクセン・ヒーローズの金炳賢を交換トレードで獲得[15]
- 4月13日 - 【独立】アトランティックリーグのランカスター・バーンストーマーズが3月末にMLBボストン・レッドソックスを解雇された渡辺俊介と契約を結んだ[16]
- 4月19日 - 【キューバ】キューバの国内リーグ「セリエ・ナシオナル・デ・ベイスボル」の中心選手であるフレデリク・セペダがNPB読売ジャイアンツと契約[17]。同時に巨人はセリエ・ナシオナル・デ・ベイスボルとの友好関係を結ぶことを発表した[18]
- 4月20日 - 【大学】東京六大学春季リーグ戦（明治神宮野球場）で、東京大学が慶應義塾大学に2対13で敗れ、自らが1990年に作ったリーグ記録に並ぶ70連敗[19]
- 4月23日 - 【独立】アトランティックリーグのブリッジポート・ブルーフィッシュへ大家友和の入団が決定[20]
- 4月26日 - 【独立】旧関西独立リーグ球団など3チームによって新たに発足したBASEBALL FIRST LEAGUEの初の公式戦が開催される[21]

### 5月
- 5月3日 - 【大学】東京六大学春季リーグ戦（神宮）で東大が早稲田大学に0対11で敗れ、自らが1987年から1990年にかけて作ったリーグワースト記録を更新する71連敗（2分挟む、2010年秋より）[22]
- 5月10日 - 【大学】南東北大学野球連盟春季リーグ戦は東日本国際大学の5季連続通算24度目の優勝が決定。中国地区大学野球連盟春季リーグ戦は福山大学の3季ぶり通算8度目の優勝が決定[23]
- 5月11日 - 【大学】北陸大学野球連盟春季リーグ戦は福井工業大学の5季連続通算7度目の優勝が決定[24]
- 5月11日 - 【KBO】 LGツインズは監督を辞任した金杞泰の後任の新監督に元ロッテジャイアンツの監督の楊相汶を招聘[25]
- 5月12日 - 【CPBL】Lamigoモンキーズは正田樹を解雇[25]
- 5月13日 - 【KBO】NCダイノスの李昊俊が対KIA戦でKBO史上23人目の通算1500安打[25]
- 5月14日 - 【大学】四国地区大学野球連盟春季リーグ戦は松山大学の2季連続通算28度目の優勝が決定[26]
- 5月16日 - 【独立】元MLBやNPB千葉ロッテマリーンズなどでプレー経験のあるフリオ・フランコがアメリカ独立リーグユナイテッドリーグ・ベースボールのフォートワース・キャッツで現役復帰することが同チームの公式HPが伝えた[27]
- 5月17日 - 【大学】首都大学野球春季リーグ戦は東海大学が帝京大学に3対2で勝利し開幕から11連勝として、東海大が2季連続通算66度目の優勝達成[28]
- 5月18日 - 【大学】福岡六大学野球春季リーグ戦は九州産業大学が福岡工業大学に4対1で勝利し、九産大が開幕から10戦全勝で3季ぶり35度目の優勝達成[29]
- 5月26日 - 【大学】関西学生野球春季リーグの優勝決定戦が皇子山球場で行われ、立命館大学が関西学院大学に8対5で勝利し、4季ぶり通算34度目の優勝達成[30]
- 5月29日 - 【大学】東都大学野球春季リーグ（神宮）は亜細亜大学が国学院大学に2対1で勝利し、6季連続通算23度目の優勝達成。6季連続は史上2校目[31]
- 5月30日 - 【独立】四国アイランドリーグplusの愛媛マンダリンパイレーツは前年NPB東京ヤクルトスワローズに在籍し、5月12日に台湾Lamigoモンキーズを解雇された正田樹の入団を発表[32]

### 6月
- 6月1日
  - 【大学】東京六大学野球春季リーグ戦（神宮）は早大が慶大に8対6で勝利し、6季ぶり通算34度目の優勝達成[33]
  - 【大学】九州六大学春季リーグ戦は福岡大学が西南学院大学に7対5で勝利し、3季連続通算53度目の優勝達成[34]
- 6月3日 - 【KBO】SKワイバーンズの趙寅成とハンファ・イーグルスの李大秀が交換トレード[35]
- 6月13日 - 【CPBL】Lamigoが対中信兄弟戦に6対1で勝利し、2位の統一が義大に0対5で敗れたため、Lamigoが2012年後期以来通算7度目の半期優勝達成[36]
- 6月15日 - 【大学】第63回全日本大学野球選手権大会の決勝戦（神宮）が行われ、東海大が神奈川大に2対0で勝利し、13年ぶり4度目の優勝達成[37]
- 6月24日
  - 【独立】ルートインBCリーグは埼玉県と福島県にそれぞれ設立される2球団の来季からの新規参入を承認。埼玉県は熊谷市を本拠地とした武蔵ヒートベアーズ、福島県は本拠地をもたず、チーム名は7月を目途に決定としている[38]
  - 【KBO】NCダイノスのチャーリー・シレックが対LGツインズ戦でKBO史上11人目のノーヒットノーランを達成。外国人選手では史上初[39]
- 6月28日
  - 【独立】ルートインBCリーグの上信越地区は群馬ダイヤモンドペガサスが2位の新潟アルビレックスに7対7で引き分けた結果、群馬が残り1試合に敗れて新潟と同率としても直接対戦成績で優位となるため、規定により群馬の前期優勝が決定[40]
  - 【独立】四国アイランドリーグplusの前期最終戦が行われ、首位の香川オリーブガイナーズが愛媛マンダリンパイレーツに0対3で敗れ、徳島インディゴソックスと勝率で並び、直接対決の成績で徳島の前期優勝が決定[41]
- 6月30日 - 【独立】ルートインBCリーグの北陸地区は2位の福井ミラクルエレファンツが石川ミリオンスターズに2対4で敗れたため、富山サンダーバーズの前期優勝が決定[42]

### 7月
- 7月14日 - 【KBO】オールスターゲームが行われ、西軍が13対2で東軍に勝利。MVPはネクセンの朴炳鎬[43]
- 7月16日 - 【独立】アトランティックリーグのシュガーランド・スキーターズに所属の元NBAのスター選手のトレイシー・マグレディがこの日のオールスターゲームの試合終了後に引退を発表[44]
- 7月18日 - 【独立】ルートインBCリーグに2015年より加入予定の福島球団の名称が「福島ホープス」に決定したことが発表される[45]
- 7月23日 - 【独立】ルートインBCリーグの信濃グランセローズは監督の大塚晶文が選手に対して行きすぎた指導を行ったとして活動自粛処分とすることを発表[46]
- 7月27日 - 【高校】第96回全国高等学校野球選手権大会の石川大会の決勝戦は星稜高校が小松大谷高校に9回裏に0対8の8点差から逆転してのサヨナラ勝利で2年連続17度目の甲子園出場決定。9回以降に8点差からの逆転は地方大会の決勝戦では最多得点差記録[47][48]
- 7月28日 - 【CPBL】中華職業棒球大聯盟のコミッショナーの黄鎮台がテレビ放映権の解約に関するトラブルで辞任、任期途中での辞任はCPBL史上初[49]
- 7月29日 - 【社会人】第85回都市対抗野球大会の決勝戦が東京ドームで行われ、大垣市の西濃運輸が2対0で太田市の富士重工業に勝利し、初優勝達成。なおこの試合は明仁天皇・美智子皇后夫妻が観戦する都市対抗野球の決勝戦では初の天覧試合となった[50][51]
- 7月30日
  - 【KBO】ハンファ・イーグルスの鄭根宇がKBO史上初の9年連続20盗塁[49]
  - 【CPBL】中信兄弟の張正偉が対Lamigo戦で初回先頭打者本塁打を放ち、プロ入りから2313打席目での初本塁打はＣＰＢＬ新記録[49]
- 7月31日 - 【高校】全国高校選手権大会の地方大会はこの日の愛知大会の東邦高校を最後に全49代表校が決まった。初出場は11校で、最多出場はこの年の選抜大会優勝校である京都の龍谷大平安の33回[52]

### 8月
- 8月9日 - 【高校】この日阪神甲子園球場で予定されていた全国高校野球選手権大会の開会式は台風11号の接近に伴い、11日に順延が決定。開会式の順延は大会史上3度目で、2日間延期となったのは同史上初[53]
- 8月11日 - 【高校】第96回全国高等学校野球選手権大会の開会式が阪神甲子園球場で行われた。開幕戦で埼玉県の春日部共栄高校が選抜大会優勝校の龍谷大平安に5対1で勝利したが、選抜優勝校のその年の選手権大会の開幕戦での敗退は1939年（第21回）以来75年ぶり[54]
- 8月12日 - 【高校】全国高校野球選手権大会の1回戦、岐阜県の大垣日大高校と茨城県の藤代高校の試合は、初回に8点を取られた大垣日大が8点差を逆転して12対10で勝利。8点差からの逆転勝利は選抜、選手権大会通じてタイ記録[55]
- 8月17日 - 【独立】元阪神タイガース、北海道日本ハムファイターズで、今季はアメリカ独立リーグでプレーしていた坪井智哉が現役引退会見を行った[56]
- 8月24日 - 【独立】元読売ジャイアンツなどで、今季はBCリーグの石川でプレーしていた木田優夫が現役引退を発表[57]
- 8月25日 - 【高校】第96回全国高等学校野球選手権大会の決勝戦が阪神甲子園球場で行われ、大阪府の大阪桐蔭高等学校が三重県の三重高等学校に4対3で勝利し、2年ぶり通算4度目の優勝達成[58]
- 8月31日 - 【高校】第59回全国高等学校軟式野球選手権大会（明石トーカロ球場）の準決勝の岐阜県の中京高等学校と広島県の崇徳高等学校の試合は、当初8月28日に行われ、延長15回で0対0でサスペンデッドゲームとなり、翌29日にも延長16回から30回まで行ったが得点が入らず再度サスペンデッドゲームとなり、さらに30日には延長31回から45回まで得点が入らず3度目のサスペンデッドゲームとなり、この日の9時より延長46回から行い、50回表に中京が無死満塁から2点適時打などで3点を取り、3対0で勝利。延長50回は大会史上最長記録。試合終了の2時間後の正午より変則ダブルヘッダーで決勝戦が行われ、中京は神奈川県の三浦学苑高等学校に2対0で勝利し、2年ぶり7度目の優勝達成となった[59][60][61]。

### 9月
- 9月1日 - 【独立】四国アイランドリーグplusとルートインBCリーグは合同で一般社団法人日本独立リーグ野球機構を設立。初代会長には四国の最高経営責任者の鍵山誠が就任[62]
- 9月7日
  - 【独立】ルートインBCリーグの上信越地区は、新潟が群馬に5対2で勝利し、新潟の後期優勝が決定。翌年より8チーム制となるため、現行の6チーム制ではすべての年度でプレーオフ進出となった[63]
  - 【女子】第6回IBAF女子ワールドカップの決勝戦が行われ、日本代表がアメリカ代表に3対0で勝利し、大会史上初の4大会連続優勝達成[64][65][66]。
- 9月9日 - 【高校】日本学生野球協会の審議室会議で高校13件の処分を決めた。部内暴力、いじめがあった済美高等学校（愛媛）は8月9日から翌年8月8日までの1年間対外試合禁止処分を下した。来年の夏の甲子園も絶望的になった[67]
- 9月11日 - 【独立】ルートインBCリーグの北陸地区は石川が富山に8対3で勝利し、石川の後期が優勝決定[68]
- 9月14日 - 【独立】四国アイランドリーグplusは徳島が香川に10対2で勝利し、前期に続いて後期優勝達成[69]
- 9月15日 - 【独立】元NPB、MLBなどでプレーし、ルートインBCリーグの信濃の選手兼任監督を務める大塚晶文が選手としての現役引退を明らかにし、この日のシーズン最終戦の対新潟戦で2007年のMLB時代以来7季ぶりに登板、打者1人を三振に抑えた[70]
- 9月24日 - 【独立】ルートインBCリーグの地区優勝を決める地区チャンピオンシップは、上信越地区は群馬が新潟に5対3で勝利して対戦成績3勝2敗1分で、また北陸地区は石川対富山の第6戦が0対0（降雨コールド）で対戦成績2勝2敗1分のタイとなったがリーグ規定（シーズンの対戦成績優位により石川）で、それぞれ優勝が決定した[71]
- 9月28日 - 【独立】四国アイランドリーグplusのリーグチャンピオンシップ第4戦が坊っちゃんスタジアムで行われ、前後期優勝の徳島が年間勝率2位の愛媛に3対1で勝利し、通算成績を3勝2敗（前後期優勝によるアドバンテージ1勝を含む）として2年連続3度目の年間総合優勝[72]
- 9月30日 - 【独立】ルートインBCリーグのリーグチャンピオンシップは、上信越地区優勝の群馬が北陸地区優勝の石川に9対1で勝利し、対戦成績を3勝2敗として5年ぶりとなる年間総合優勝を達成[73]

### 10月
- 10月3日 - 【独立】BASEBALL FIRST LEAGUEは、兵庫が06BULLSに2対0で勝利し、シーズン優勝を達成[74]
- 10月7日 - 【国際】NPBはこの年のアジアシリーズの開催中止を発表、日米野球などの開催で各国の日程の調整がつかなかったためとしている[75]
- 10月13日 - 【独立】ルートインBCリーグと四国アイランドリーグplusの優勝チームによるグランドチャンピオンシップの第5戦が行われ、四国の徳島がBCの群馬に6対3で勝利し、3勝1敗1分けで優勝達成[76]
- 10月14日 - 【独立】ルートインBCリーグの群馬は元NPBなどでもプレーした、アレックス・ラミレスの今季限りでの現役引退を発表[77]
- 10月16日
  - 【高校】長崎国体の高校野球硬式決勝が行われ、高知県の明徳義塾高校が群馬県の高崎健康福祉大学高崎高等学校に3対2で勝利し初優勝達成[78]
  - 【大学】関西学生野球秋季リーグは立命館大学が同志社大学に2対3で敗れ、既に日程の終了していた関西大学の39季ぶり通算34度目の優勝が決定[79]
- 10月19日 - 【独立】BASEBALL FIRST LEAGUEの年間チャンピオンシップは、06BULLS（シーズン2位）が兵庫（シーズン優勝）に12対3で勝利し、2勝0敗でチャンピオンシップ優勝チームとなる[80]
- 10月27日 - 【独立】2015年よりルートインBCリーグに加入する武蔵の監督に、球団アドバイザーで愛媛前監督の星野おさむの就任が発表される[81]

### 11月
- 11月21日
  - 【独立】四国アイランドリーグplusの徳島は、横浜DeNAベイスターズ二軍投手コーチへの就任が決まった島田直也監督の後任に、コーチの中島輝士の就任を発表[82]
  - 【独立】ルートインBCリーグの信濃は、守備走塁コーチの渡辺正人と来季の契約を結ばないことを発表[83]
- 11月27日 - 【独立】ルートインBCリーグに2015年より加入する福島の監督に、前東京ヤクルトスワローズの岩村明憲が、選手兼任で就任することが発表される[84]

### 12月
- 12月4日 - 【独立】ルートインBCリーグ・新潟の新監督に、前オリックス・バファローズコーチの赤堀元之の就任が発表される[85]
- 12月12日 - 【独立】ルートインBCリーグの信濃の新監督に、前横浜DeNAベイスターズの二軍投手コーチの岡本克道、総合コーチに前オリックスの髙橋信二が就任することを発表[86]

## 競技結果

### 独立リーグ（日本）

#### 四国アイランドリーグplus
※四国アイランドリーグplusの結果。
|      | 前期                       | 前期 | 前期 | 前期 | 前期 | 前期 | 後期                       | 後期 | 後期 | 後期 | 後期 | 後期 |
| 順位 | 球団                       | 勝   | 敗   | 分   | 勝率 | 差   | 球団                       | 勝   | 敗   | 分   | 勝率 | 差   |
| ---- | -------------------------- | ---- | ---- | ---- | ---- | ---- | -------------------------- | ---- | ---- | ---- | ---- | ---- |
| 優勝 | 徳島インディゴソックス     | 22   | 14   | 4    | .611 | -    | 徳島インディゴソックス     | 23   | 11   | 6    | .676 | -    |
| 2位  | 香川オリーブガイナーズ     | 22   | 14   | 4    | .611 | 0.0  | 愛媛マンダリンパイレーツ   | 24   | 13   | 3    | .649 | 0.5  |
| 3位  | 高知ファイティングドッグス | 13   | 23   | 4    | .361 | 9.0  | 高知ファイティングドッグス | 12   | 21   | 7    | .364 | 10.0 |
| 4位  | 愛媛マンダリンパイレーツ   | 12   | 25   | 3    | .324 | 1.5  | 香川オリーブガイナーズ     | 13   | 24   | 3    | .351 | 1.0  |

※前期の徳島と香川は同勝率。直接対戦成績（徳島の6勝5敗1分）により徳島が優勝。

##### リーグチャンピオンシップ
- 9月20日〜9月28日、JAバンク徳島、オロナミンC、坊っちゃん

第1戦 愛媛 6 - 0 徳島 （JAバンク徳島）
第2戦 徳島 3 - 1 愛媛（オロナミンC）
第3戦 愛媛 4 - 2 徳島（坊っちゃん）
第4戦 徳島 3 - 1 愛媛1（坊っちゃん）
（徳島は2年連続3回目の総合優勝）

#### ベースボール・チャレンジ・リーグ
※ベースボール・チャレンジ・リーグの結果。
| 上信越地区 | 上信越地区               | 上信越地区 | 上信越地区 | 上信越地区 | 上信越地区 | 上信越地区 | 上信越地区               | 上信越地区 | 上信越地区 | 上信越地区 | 上信越地区 | 上信越地区 |
|            | 前期                     | 前期       | 前期       | 前期       | 前期       | 前期       | 後期                     | 後期       | 後期       | 後期       | 後期       | 後期       |
| 順位       | 球団                     | 勝         | 敗         | 分         | 勝率       | 差         | 球団                     | 勝         | 敗         | 分         | 勝率       | 差         |
| ---------- | ------------------------ | ---------- | ---------- | ---------- | ---------- | ---------- | ------------------------ | ---------- | ---------- | ---------- | ---------- | ---------- |
| 優勝       | 群馬ダイヤモンドペガサス | 22         | 11         | 3          | .667       | -          | 新潟アルビレックスBC     | 21         | 8          | 7          | .724       | -          |
| 2位        | 新潟アルビレックスBC     | 20         | 13         | 3          | .606       | 2.0        | 信濃グランセローズ       | 17         | 15         | 4          | .531       | 5.5        |
| 3位        | 信濃グランセローズ       | 12         | 18         | 6          | .400       | 6.5        | 群馬ダイヤモンドペガサス | 15         | 17         | 4          | .469       | 2.0        |

| 北陸地区 | 北陸地区                 | 北陸地区 | 北陸地区 | 北陸地区 | 北陸地区 | 北陸地区 | 北陸地区                 | 北陸地区 | 北陸地区 | 北陸地区 | 北陸地区 | 北陸地区 |
|          | 前期                     | 前期     | 前期     | 前期     | 前期     | 前期     | 後期                     | 後期     | 後期     | 後期     | 後期     | 後期     |
| 順位     | 球団                     | 勝       | 敗       | 分       | 勝率     | 差       | 球団                     | 勝       | 敗       | 分       | 勝率     | 差       |
| -------- | ------------------------ | -------- | -------- | -------- | -------- | -------- | ------------------------ | -------- | -------- | -------- | -------- | -------- |
| 優勝     | 富山サンダーバーズ       | 16       | 20       | 0        | .444     | -        | 石川ミリオンスターズ     | 17       | 16       | 3        | .515     | -        |
| 2位      | 福井ミラクルエレファンツ | 15       | 20       | 1        | .429     | 0.5      | 富山サンダーバーズ       | 14       | 20       | 2        | .412     | 3.5      |
| 3位      | 石川ミリオンスターズ     | 14       | 22       | 0        | .389     | 1.5      | 福井ミラクルエレファンツ | 13       | 21       | 2        | .382     | 1.0      |

##### プレーオフシリーズ
※当シーズンに限り、地区チャンピオンシップは全5戦（3勝）制。
- 上信越地区 第1戦9月19日・第5戦9月23日（高崎市城南野球場）、第2戦9月20日（HARD OFF ECOスタジアム新潟）、第3戦9月21日（前橋市民球場）、第4戦9月22日（三条パール金属スタジアム）、第6戦9月24日（みどりと森の運動公園野球場）

第1戦 群馬 8 - 3 新潟
第2戦 新潟 7 - 7 群馬
第3戦 群馬 4 - 3 新潟
第4戦 新潟 9 - 3 群馬
第5戦 新潟 7 - 3 群馬
第6戦 群馬 5 - 3 新潟
- 北陸地区 第1戦9月19日・第5戦9月23日（桃山野球場）、第2戦9月20日・第4戦9月22日・第6戦9月24日（金沢市民野球場）、第3戦9月21日（小矢部野球場）

第1戦 石川 5 - 4 富山
第2戦 石川 7 - 5 富山
第3戦 富山 3 - 3 石川
第4戦 富山 11 - 4 石川
第5戦 富山 7 - 6 石川
第6戦 石川 0 - 0 富山（5回裏降雨コールド）
※リーグ規定により、シーズン対戦成績優位な石川が優勝。
- リーグチャンピオンシップ 9月26日・9月27日（高崎市城南野球場）、9月28日・9月29日・9月30日（金沢市民野球場）

第1戦 群馬 8 - 6 石川
第2戦 群馬 5 - 4 石川
第3戦 石川 9 - 8 群馬
第4戦 石川 6 - 5 群馬
第5戦 群馬 9 - 1 石川
（群馬は5年ぶり2回目の総合優勝）

#### グランドチャンピオンシップ
※グランドチャンピオンシップの結果。
第1戦 徳島 3 - 1 群馬（10月4日、JAバンク徳島スタジアム）
第2戦 徳島 8 - 8 群馬（10月5日、JAバンク徳島スタジアム）
第3戦 群馬 12 - 5 徳島（10月11日、前橋市民球場）
第4戦 徳島 5 - 2 群馬（10月12日、前橋市民球場）
第5戦 徳島 6 - 3 群馬（10月13日、前橋市民球場）
- （徳島は初優勝）

#### BASEBALL FIRST LEAGUE
※BASEBALL FIRST LEAGUEの結果。
| 年間 | 年間                 | 年間 | 年間 | 年間 | 年間 | 年間 |
| 順位 | 球団                 | 勝   | 敗   | 分   | 勝率 | 差   |
| ---- | -------------------- | ---- | ---- | ---- | ---- | ---- |
| 優勝 | 兵庫ブルーサンダーズ | 20   | 9    | 6    | .690 | -    |
| 2位  | 06BULLS              | 18   | 12   | 5    | .600 | 2.5  |
| 3位  | 姫路GoToWORLD        | 7    | 24   | 5    | .226 | 11.5 |

##### リーグチャンピオンシップ
第1戦 06 6 - 5兵庫（10月17日、豊中ローズ球場）
第2戦 06 12 - 3 兵庫（10月19日、花園セントラルスタジアム）
- （06はチャンピオンシップ優勝。今年度はレギュラーシーズン優勝とは別表彰）

### 社会人野球
- 第85回都市対抗野球大会（7月18日～29日；東京ドーム）

優勝：西濃運輸（初優勝）
- 第39回全日本クラブ野球選手権大会（9月5日～8日；西武ドーム）

優勝：茨城ゴールデンゴールズ（6年ぶり3回目）
- 第40回社会人野球日本選手権大会（11月1日～11日；京セラドーム大阪）

優勝：トヨタ自動車（3大会ぶり4回目）

### 大学野球
- 第63回全日本大学野球選手権大会（6月10日〜15日；神宮球場、東京ドーム）

決勝 東海大（首都） 2-0神奈川大 （神奈川）
（東海大は13年ぶり4回目の優勝）
- 第45回明治神宮野球大会（11月14日〜19日；神宮球場）

決勝 駒大（東都） 3-0明大 （東京六大学）
（駒澤大は13年ぶり5回目の優勝）
- 各大学リーグ結果（太字は大学選手権、明治神宮大会出場権を得た大学）
  - 北海道学生野球連盟
1部春季優勝：苫小牧駒大
2部春季優勝：北教大旭川校
1部秋季優勝：東農大北海道オホーツク
2部秋季優勝：北教大旭川校
  - 札幌学生野球連盟
1部春季優勝：道都大
2部春季優勝：札幌学院大
3部春季優勝：札幌大谷大
1部秋季優勝：道都大
2部秋季優勝：札幌学院大
3部秋季優勝：札幌大谷大
  - 北東北大学野球連盟
1部春季優勝：富士大
2部春季優勝：ノースアジア大
3部春季優勝：青森公立大
1部秋季優勝：富士大
2部秋季優勝：八戸工大
3部秋季優勝：秋田県立大
  - 仙台六大学野球連盟
春季優勝：仙台大
秋季優勝：東北福祉大
  - 南東北大学野球連盟
1部春季優勝：東日本国際大
2部春季優勝：山形大工学部
1部秋季優勝：東北公益文科大
2部秋季優勝：山形大工学部
  - 千葉県大学野球連盟
1部春季優勝：国際武道大
2部春季優勝：千葉工大
3部春季優勝：千葉科学大
1部秋季優勝：城西国際大
2部秋季優勝：千葉商科大
3部秋季優勝：千葉科学大
  - 関甲新学生野球連盟
1部春季優勝：山学大
2部春季優勝：関東学園大
3部春季優勝：新潟医療福祉大
決勝リーグ秋季優勝：上武大
栃木・埼玉・茨城県リーグ秋季優勝：白鷗大
群馬・新潟県リーグ秋季優勝：上武大
山梨・長野県リーグ秋季優勝：山学大
  - 東京新大学野球連盟
1部春季優勝：創価大
2部春季優勝：駿河台大
3部春季優勝：東洋学園大
4部春季優勝：電気通信大
1部秋季優勝：創価大
2部秋季優勝：東京学芸大
3部秋季優勝：電気通信大
4部秋季優勝：東京理科大
  - 東京六大学野球連盟
春季優勝：慶大
秋季優勝：明大
  - 東都大学野球連盟
1部春季優勝：亜大
2部春季優勝：立正大
3部春季優勝：芝浦工大
4部春季優勝：一橋大
1部秋季優勝：駒大
2部秋季優勝：専大
3部秋季優勝：大正大
4部秋季優勝：一橋大
  - 首都大学野球連盟
1部春季優勝：東海大
2部春季優勝：明星大
1部秋季優勝：東海大
2部秋季優勝：武蔵大
  - 神奈川大学野球連盟
1部春季優勝：神奈川大
2部春季優勝：鶴見大
1部秋季優勝：桐蔭横浜大
2部秋季優勝：松蔭大
  - 愛知大学野球連盟
1部春季優勝：愛院大
2部春季優勝：愛工大
3部春季優勝：名工大
1部秋季優勝：中部大
2部秋季優勝：愛工大
3部秋季優勝：愛知学泉大
  - 東海地区大学野球連盟
    - 岐阜学生野球連盟春季優勝：中京学院大
    - 三重学生野球連盟春季優勝：皇學館大
    - 静岡学生野球連盟春季優勝：静岡大
      - 明治神宮野球大会代表決定戦優勝：中部学院大

    - 岐阜学生野球連盟秋季優勝：朝日大
    - 三重学生野球連盟秋季優勝：鈴鹿国際大
    - 静岡学生野球連盟秋季優勝：日大国際関係学部

  - 北陸大学野球連盟
1部春季優勝：福井工大
2部春季優勝：富山大
1部秋季優勝：福井工大
2部秋季優勝：北陸大
  - 関西学生野球連盟
春季優勝：立命館大
秋季優勝：関西大
  - 関西六大学野球連盟
春季優勝：龍谷大
秋季優勝：京産大
  - 阪神大学野球連盟
1部春季優勝：大体大
2部東リーグ春季優勝：帝塚山大
2部西リーグ春季優勝：姫路獨協大
1部秋季優勝：大体大
2部東リーグ秋季優勝：関西外国語大
2部西リーグ秋季優勝：姫路獨協大
  - 近畿学生野球連盟
1部春季優勝：奈良学園大
2部春季優勝：阪南大
3部春季優勝：奈良教大
1部秋季優勝：奈良学園大
2部秋季優勝：大工大
3部秋季優勝：
  - 京滋大学野球連盟
1部春季優勝：佛教大
2部春季優勝：花園大
1部秋季優勝：佛教大
2部秋季優勝：京都教育大
  - 広島六大学野球連盟
春季優勝：広島経済大
秋季優勝：広島国際学院大
  - 中国地区大学野球連盟
1部春季優勝：福山大
2部春季優勝：至誠館大
3部春季優勝：広島文化学園大
4部春季優勝：鳥取大
1部秋季優勝：徳山大
2部秋季優勝：岡山大
3部秋季優勝：尾道市立大
4部秋季優勝：広島国際大
  - 四国地区大学野球連盟
1部春季優勝：松山大
2部春季優勝：徳島大
1部秋季優勝：愛媛大
2部秋季優勝：高知工科大
  - 九州六大学野球連盟
春季優勝：福岡大
秋季優勝：福岡大
  - 福岡六大学野球連盟
春季優勝：九産大
    - ユニバーシアード記念九州大学野球選手権大会優勝：九産大

秋季優勝：九州共立大
  - 九州地区大学野球連盟
    - 大学選手権決定戦トーナメント：西日本工大
    - 福岡・長崎県リーグ春季優勝：近大産業理工学部
    - 大分県リーグ春季優勝：日本文理大
    - 熊本県リーグ春季優勝：崇城大
    - 宮崎県リーグ春季優勝：宮崎産経大
    - 鹿児島県リーグ春季優勝：第一工大
    - 沖縄県リーグ春季優勝：沖縄国際大
    - 福岡・長崎県リーグ秋季優勝：西日本工大
    - 大分県リーグ秋季優勝：日本文理大
    - 熊本県リーグ秋季優勝：崇城大
    - 宮崎県リーグ秋季優勝：宮崎産業経営大
    - 鹿児島県リーグ秋季優勝：第一工大
    - 沖縄県リーグ秋季優勝：沖縄国際大

### 高校野球
- 第86回選抜高等学校野球大会(3月21日-4月2日、阪神甲子園球場)

優勝：龍谷大平安高等学校（京都府） 初優勝
準優勝：履正社高等学校（大阪府）
- 第96回全国高等学校野球選手権大会(8月11日-8月25日、阪神甲子園球場)

優勝：大阪桐蔭高等学校（大阪府） 2年ぶり4回目
準優勝：三重高等学校（三重県）
- 第59回全国高等学校軟式野球選手権大会（8月25日〜31日；明石トーカロ球場）
  - 優勝 中京（東海・岐阜）（2年ぶり7回目、旧・中京商時代を含む）
  - 準優勝：三浦学苑（南関東・神奈川）
- 第69回国民体育大会（10月13日〜16日；長崎県）
  - 硬式の部優勝：明徳義塾
  - 軟式の部優勝；南部
- 第45回明治神宮野球大会高校の部（11月14日〜19日；明治神宮野球場）
  - 優勝仙台育英（東北・宮城）（2年ぶり2回目）
  - 準優勝：浦和学院（関東・埼玉）

## 死去
- 1月10日 - 水沢薫（読売ジャイアンツ編成調査室員。元読売ジャイアンツ投手、同コーチ *1965年）[87]
- 1月14日 - 種田訓久（元南海ホークス、東映フライヤーズ *1931年）[88]
- 1月28日 - 坂崎一彦 （元読売ジャイアンツ、東映フライヤーズ外野手 *1938年）[89]
- 2月6日 - 森徹（元中日ドラゴンズ、大洋ホエールズ、東京オリオンズ外野手 *1935年）[90]
- 2月6日 - ラルフ・カイナー（元MLBピッツバーグ・パイレーツ、シカゴ・カブス、クリーブランド・インディアンス外野手 *1922年）[91]
- 2月13日 - 池村英樹（元沖縄県立那覇高等学校監督 *1971年）[92]
- 3月6日 - フランク・ジョーブ（元ロサンゼルス・ドジャース医師 *1925年）[93]
- 3月25日 - 楊天発（中国語版）（元中華職業棒球大聯盟興農ブルズオーナー）[94]
- 4月23日 - コンラッド・マレーロ（元ワシントン・セネタース投手、102歳。死去時の元MLB最高齢選手 *1911年）[95]
- 5月29日 - 原貢（元福岡県立三池工業高等学校、東海大学付属相模高等学校、東海大学監督 *1935年）[96]
- 6月4日 - ドン・ジマー（元MLBロサンゼルス・ドジャース、NPB東映フライヤーズ内野手、元サンディエゴ・パドレス、ボストン・レッドソックス、テキサス・レンジャース、シカゴ・カブス監督 *1931年）[97]
- 6月16日 - トニー・グウィン（元MLBサンディエゴ・パドレス外野手 *1960年）[98]
- 8月9日 - 中井康之（元読売ジャイアンツ外野手 *1954年）[99]
- 7月14日 - 古家武夫（元読売ジャイアンツ内野手 *1921年）[100]
- 8月16日 - 塚本悦郎（元西鉄ライオンズ外野手 *1924年）[101]
- 9月2日 - 上甲正典（済美高等学校、元宇和島東高等学校野球部監督。 宇和島東での第60回選抜高等学校野球大会と、済美での同76回大会で優勝 *1947年） [102]
- 9月13日 - フランク・トーリ（元MLBミルウォーキー・ブレーブス、フィラデルフィア・フィリーズ選手 *1931年）[103]
- 9月26日 - 香川伸行（元南海ホークス、福岡ダイエーホークス捕手 *1961年）[104]
- 10月26日 - オスカー・タベラス（MLBセントルイス・カージナルス選手 *1992年）[105]
- 10月31日 - ブラッド・ハルジー（元MLBニューヨーク・ヤンキース等、投手）[106]
- 11月13日 - アルビン・ダーク（元サンフランシスコ・ジャイアンツ内野手、同監督）[107]
- 11月20日 - 矢野清（元阪急ブレーブス外野手 *1940年）[108]